# ほっとてれび
『ほっとてれび』は、2002年4月1日から2003年3月28日まで中京テレビで放送されていた生活情報番組である。放送時間は毎週月曜 - 金曜 11:30 - 11:58（日本標準時）。

## 概要
家庭の主婦をターゲットにした平日昼の情報番組で、主婦にとっては耳寄りな情報を毎日日替わりで伝えていた。28分番組であるが、前半15分に全国ニュース『NNNニュースダッシュ』を内包していたので実尺は15分未満だった。
当初は曜日ごとに企画内容を定めて放送するスタイルを採っていたが、放送開始からわずか2か月で水曜と金曜の企画を打ち切った。さらにその2か月後にはこのスタイル自体を廃止し、以後は曜日にとらわれずに毎日さまざまな企画を放送するようになった。曜日別スタイル廃止以後の企画内容は「家事のノウハウ」「防犯意識の啓発」「便利な生活雑貨の紹介」「名古屋市内外の料理店やデパ地下などからのグルメリポート」の4つが中心で、他に特定の人物・企業に密着取材した映像を流すこともあった。

## 出演者
いずれも中京テレビのアナウンサー（後に離職した人物も含む）。

### メインキャスター
- 恩田千佐子 - 全日出演。日によってはリポーターも兼任。

### ローカルニュース担当
- 高橋重憲 - 尾原の出演期間中以外は全日出演。2003年2月21日からはリポーターも務めていた[2]。
- 尾原秀三 - 2003年2月中のみの出演[3]。月曜担当。

### リポーター
- 前田麻衣子 - 月曜担当。
- 板谷学 - 水曜担当。
- 藤井利彦 - 木曜担当。
- 鶴木陽子 - 金曜担当。

## 2002年5月までの放送内容
月曜：ほっとファイル
月曜のみ特定のテーマを設けずに、毎回さまざまな情報を紹介していた。
火曜：嫁vs姑 どっちがほんと？
嫁と姑に扮した2人の女性劇団員のコントを通じて、家事の正しい進め方を紹介していた企画。7月最終週まで存続した後に打ち切り。
水曜：板谷学 料理名人への道
板谷が毎回さまざまな料理作りに挑戦していた企画。この企画は5月最終週に打ち切られたが、後番組の『ピアット』で復活することになった。
木曜：Oh!便利グッズ
日常生活に役立つさまざまな便利グッズを紹介していた企画。7月最終週まで存続した後に打ち切り。
金曜：プチたび
ジャズドリーム長島や伊良湖フラワーパークといった中京圏内各地の観光名所を紹介していた企画。5月最終週に打ち切り。